# Mulanje (stad)
Mulanje is een stad in Malawi en is de hoofdplaats van het gelijknamige district Mulanje.
Mulanje telt naar schatting 22.000 inwoners.